# Revolta de 1953 na Alemanha Oriental
A revolta de 1953 na Alemanha Oriental começou no dia 16 de junho de 1953, com uma greve dos trabalhadores da construção civil em Berlim Oriental, transformando-se, no dia seguinte, em uma revolta generalizada contra o governo da República Democrática Alemã disseminada por toda Alemanha Oriental e prolongou-se até ao dia seguinte. Na Alemanha, o evento é frequentemente referido como Volksaufstand in der DDR, ("Levantamento Popular na RDA") e o dia 17 de junho tornou-se feriado nacional na Alemanha Ocidental, mantido até a reunificação.
O levante foi violentamente reprimido por tanques do Grupo de Forças Soviéticas na Alemanha e pela Volkspolizei. Apesar da intervenção de tropas soviéticas, a onda de greves e protestos não foi facilmente controlada. Mesmo depois de 17 de junho, houve manifestações em mais de 500 localidades.

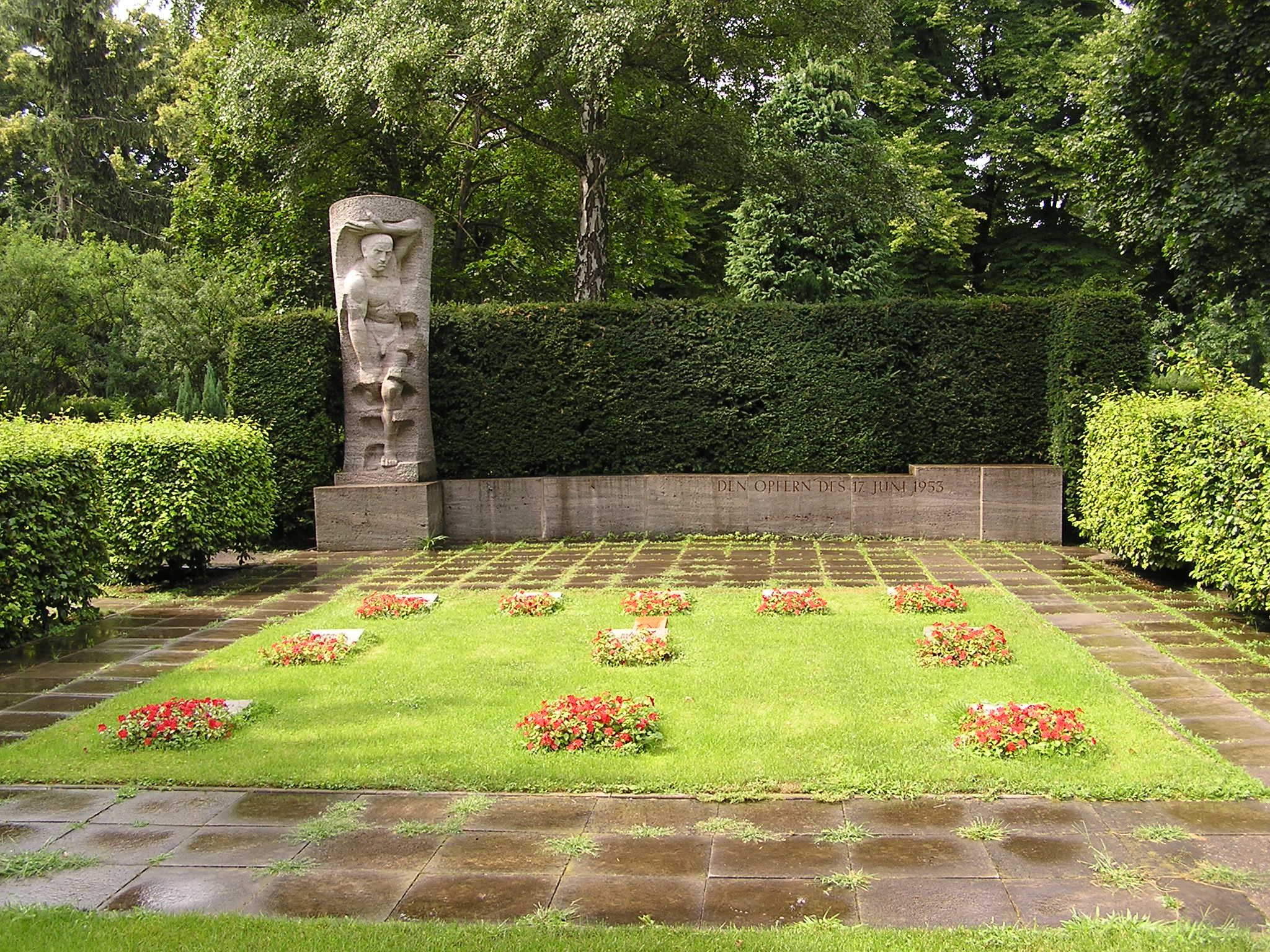
Memorial das vítimas da Revolta de 1953

Durante a manifestação de 16 de junho, realizada na Stalinallee, por iniciativa de trabalhadores da construção, cerca de 40 operários se dirigiram para a sede do governo para reclamar o regresso às antigas normas e denunciar o aumento da cadência de 10% no volume e horas de trabalho, sem compensação, o que fora estabelecido pelo governo da RDA. À chegada, o cortejo contava já com 2 000 pessoas, em meio às quais se infiltraram elementos da extrema-direita.[carece de fontes?] No início da noite, um comunicado do governo informou que o governo iria rever a sua posição.
Tudo parecia caminhar para um desfecho tranquilo, quando um cartaz clandestino foi colocado e fez lançar palavras de ordem, apelando a uma greve geral para o dia seguinte e reclamando eleições livres e democráticas. No dia 17 de Junho uma imensa vaga de revolta ocorre em numerosas cidades da Alemanha Oriental, no setor soviético. Uma multidão de 60 000 pessoas ataca instalações da polícia, incendeia os prédios da Stasi e sedes de jornais.
Foi o incêndio de um entreposto (a Columbushaus) e a implicação de trabalhadores vindos de Berlim Ocidental que fez com que Walter Ulbricht apelasse às tropas soviéticas para reprimir violentamente a sublevação, qualificada de «contra-revolucionária» e comandada, segundo a posição das autoridades alemãs orientais, pelos ocidentais.
A intervenção de uma coluna de tanques e carros de combate resultou em 55 mortos e numerosos feridos. Os soldados passaram, então, a atirar sobre a multidão desarmada indiscriminadamente. A partir de 18 de junho ocorreram as primeiras execuções sumárias exigidas pelo governo soviético. Nas semanas seguintes, vinte pessoas foram condenadas à morte; 13 000 a 15 000 foram presas, sendo que, dentre essas, duas mil foram condenadas a penas de até 25 anos de prisão, por tribunais soviéticos ou alemães orientais. Para escapar à repressão, a fuga da RDA era a única alternativa possível. A repressão não provocou nenhuma reação do Ocidente.
Os motins cessaram a partir de 23 de Junho, quando a SED anunciou a anulação da medida. As autoridades comunistas iniciaram preventivamente a formação de uma milícia composta por voluntários de confiança, fiéis ao regime, a fim de evitar futuramente ter de recorrer aos serviços do exército soviético, diante de situações semelhantes.
As revoltas tiveram consequências na União Soviética, fazendo com que Lavrenti Beria fosse afastado da direção do NKVD.[carece de fontes?] Em 26 de junho, ele foi preso e posteriormente executado, por ordem de Nikita Khrushchev.